# Pterostigma

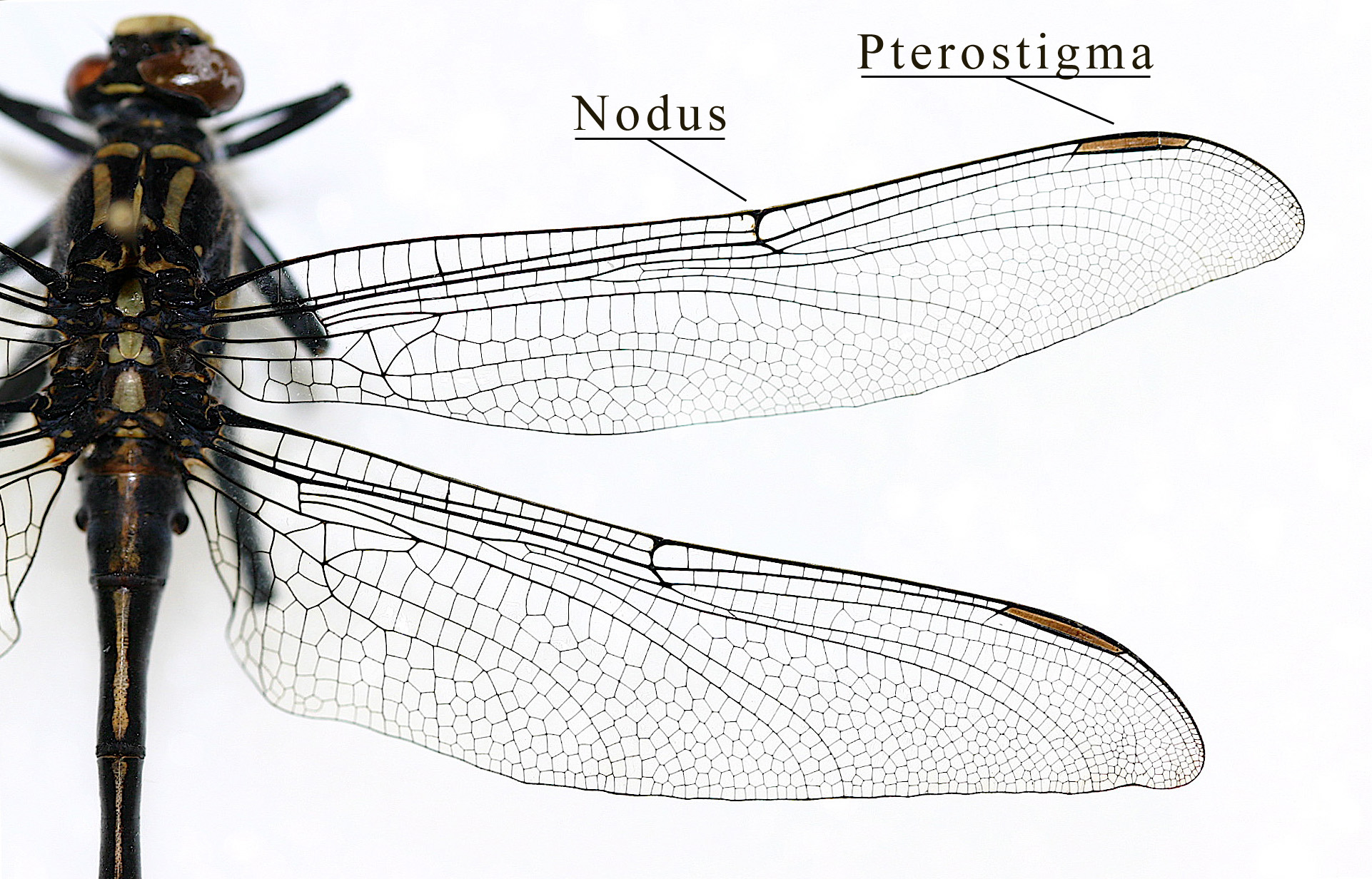
Asa de uma libélula da família Gomphidae, mostrando o pterostigma

O pterostigma é uma célula opaca, pigmentada ou engrossada, na borda anterior das asas de alguns insetos. É particularmente fácil de identifcar em algumas libélulas.